# 交換ウソ日記
『交換ウソ日記』（こうかんウソにっき）は、櫻いいよによる小説。小説投稿サイト「野いちご」で2013年にケータイ小説として公開され、2014年8月にケータイ小説文庫より刊行された。さらに、2017年8月にスターツ出版文庫として大幅な加筆修正の上、新装版として刊行された。
2020年にはTikTokで話題を集めシリーズ化、2021年7月には野いちごジュニア文庫化もされ、シリーズ累計発行部数は65万部を突破している。
高校2年生の女子が移動教室の机の中で見つけた、学校イチのモテ男子から親友宛ての手紙を自分宛てと勘違いしたことから始まる青春ラブストーリー。
2023年7月7日に映画版が公開された。

## あらすじ
高校2年生の黒田希美は、ある日移動教室の机の中で「好きだ　瀬戸山」とだけ書かれた、しわくちゃのルーズリーフの切れ端の手紙を見つける。
送り主は、学校イチのモテ男子・瀬戸山潤。希美は宛先不明の手紙に戸惑い、悩みながらも、返事を靴箱に入れたことからやりとりが始まり、回数を重ねていく。そして、手紙から瀬戸山が用意した真新しいノートの書き込みに変わった時に、手紙は親友の松本江里乃宛てだったことが判明する。
だが、そのことを打ち明けるきっかけを失ってしまい、希美は瀬戸山に次第に惹かれていき、瀬戸山に嫌われて交換日記を終えたくないという思いから、江里乃のふりをして日記のやり取りを続けていくが、ふたりの思いはどこかですれ違っていく。

## 登場人物
黒田希美（くろだ のぞみ）
高校2年生。平凡で目立たない女子。自分に自信がなく、思ったことをなかなか口にできない。
今年から放送委員。大人しい印象に似合わず、音楽の趣味はヘヴィロックやデスメタルという意外な面がある。
瀬戸山潤（せとやま じゅん）
希美と同じ学年。理系コースの男子。スポーツ万能でモテるさわやかイケメン男子。
真っ直ぐな性格で、人の顔色を気にせず、自分の意見を率直に言うが、相手に悪い印象を与えない。
松本江里乃（まつもと えりの）
希美のクラスメイトで親友。生徒会の副会長。
誰にでも物おじせず、思ったことははっきり言える。先生からも生徒からも一目置く存在で、信頼されている。
矢野（やの）
希美の先輩。1つ年上で面倒見がよく親切。去年、同じ美化委員だった希美に告白して交際をしている。
だが、3か月後に何を考えているのか分からないと希美を振り、間もなくして別の彼女と付き合っている。
優子（ゆうこ）
希美のクラスメイトで友人。少し感情的な面を持っているが、希美のことは何かと気にかけてくれる。
米田（よねだ）
優子の友人→彼氏。潤と同じ理系の男子。優子が思いきって告白し、付き合い始める。
瀬戸山美久（せとやま みく）
潤の妹で小学4年生。車椅子の祖母と潤の3人家族。テスト勉強のために潤の家を訪れた希美を潤の彼女と思い込み笑顔で話しかける。

## 書誌情報
- 櫻いいよ（著）・嘉村朗（イラスト）『交換ウソ日記』 スターツ出版〈ケータイ小説文庫〉、2014年8月25日発売[1]、ISBN 978-4-88381-878-5
- 櫻いいよ（著）・とろっち（イラスト）、スターツ出版〈スターツ出版文庫〉、既刊4冊（2023年6月28日現在）
  1. 『交換ウソ日記』 2017年8月28日発売[7]、ISBN 978-4-8137-0311-2）
  2. 『交換ウソ日記2 〜Erino's Note〜』 2020年12月28日発売[8]、ISBN 978-4-8137-1023-3
  3. 『交換ウソ日記3 〜ふたりのノート〜』 2021年10月28日発売[9]、ISBN 978-4-8137-1168-1
  4. 『交換ウソ日記アンソロジー 〜それぞれの1ページ〜』 2023年6月28日発売[10]、ISBN 978-4-8137-1449-1（※いぬじゅん、加賀美真也、蒼山皆水、雨とのアンソロジー〈共著〉）
- 櫻いいよ（著）・池田春香（イラスト）、スターツ出版〈野いちごジュニア文庫〉、既刊3冊（2023年6月20日現在）
  1. 『交換ウソ日記1 しわくちゃのラブレター』 2021年7月20日発売[11]、ISBN 978-4-8137-8018-2
  2. 『交換ウソ日記2 まっさらのノート』 2021年11月20日発売[12]、ISBN 978-4-8137-8027-4
  3. 『交換ウソ日記 ヒミツの告白練習ノート』 2023年6月20日発売[13]、ISBN 978-4-8137-8101-1

## コミカライズ
2020年7月31日から、よしまるの作画による漫画版が双葉社の電子書籍レーベル「KoiYui」の作品として配信され、2021年4月30日まで連載された。

### 書誌情報（漫画）
- 櫻いいよ（著）・よしまる（作画）、双葉社〈ジュールコミックス〉、全2巻
  1. 『交換ウソ日記（上）』2020年12月17日発売[17]、ISBN 978-4-575-33834-8
  2. 『交換ウソ日記（下）』2021年4月15日発売[18]、ISBN 978-4-575-33851-5

## 映画
2023年7月7日に公開された。監督は竹村謙太郎、主演は高橋文哉、ヒロインは桜田ひより。

### キャスト

#### 主要人物
瀬戸山潤（せとやま じゅん）
演 - 高橋文哉
2年E組。学校イチの人気者の男子。思ったことをはっきりと口にする。
希美の親友に思いを寄せ、机の中に「好きだ。」と書いた手紙を入れる。
黒田希美（くろだ のぞみ）
演 - 桜田ひより
2年A組。自分に自信がなく、空気を読みすぎてしまう。話し下手で不器用な女子。
瀬戸山からの手紙に、戸惑いつつも返事を靴箱に入れたことから秘密の交換日記が始まる。

#### 都立青徳高校
松本江里乃（まつもと えりの）
演 - 茅島みずき
生徒会長。希美の幼なじみで親友。瀬戸山の手紙は実は江里乃宛てだった。
米田晴人（よねだ はるひと）
演 - 曽田陵介
瀬戸山の親友。瀬戸山と同じクラス。場を盛り上げるムードメーカー。
林優子（はやし ゆうこ）
演 - 齊藤なぎさ
希美と江里乃の親友で同じクラス。米田に片想い中。
矢野大翔（やの ひろと）
演 - 板垣瑞生
希美の放送部の先輩で元カレ。映画オリジナルで、瀬戸山×希美×矢野の三角関係が描かれている。
沙耶
演 - 木内舞留
希美たちのクラスメイト。
萌
演 - 増井湖々
希美たちのクラスメイト。
鈴木翔
演 - 髙橋大翔
瀬戸山のクラスメイト。
石井
演 - 木村風太
瀬戸山のクラスメイト。希美・優子・沙耶・萌・瀬戸山・米田・翔とカラオケに行っている。
瀬戸山のクラスメイト
演 - 市川理矩
教師
演 - 赤松新
2年A組の担任。英語教師。希美が英語のテストで学年トップになったと褒める。
教師
演 - ダンディ坂野
数学教師。希美たちが2年E組の移動教室で授業を受ける。

#### 瀬戸山家
瀬戸山美久
演 - 有香
潤の妹。小学3年生。希美を潤の彼女と思い込み、笑顔で話しかける。
祖母
演 - 三谷侑未
潤と美久の祖母。足が不自由。

#### その他
ラジオ局のディレクター
演 - 平子祐希（アルコ&ピース）
希美がパーソナリティとなるラジオ局のディレクター。

### スタッフ
- 原作 - 櫻いいよ『交換ウソ日記』（スターツ出版文庫）
- 監督 - 竹村謙太郎
- 脚本 - 吉川菜美[5]
- 音楽 - 遠藤浩二[31]
- 主題歌 - KERENMI&あたらよ「ただ好きと言えたら」（A.S.A.B）[32]
- 挿入曲
  - マキシマム ザ ホルモン「刃渡り2億センチ(TV edit) [交換ウソ日記MIX]」「maximum the hormone II 〜これからの麺カタコッテリの話をしよう〜」「KAMIGAMI-神噛- (TV edit)」（ワーナーミュージック・ジャパン）[31]
  - eastern youth「ソンゲントジユウ」（裸足の音楽社 / Bandwagon）[31]
  - yonawo「rendez-vous」（ワーナーミュージック・ジャパン）[31]
  - 「高嶺の花子さん」（Sony Music Publishing (Japan) Inc.）[26]
  - 「残酷な天使のテーゼ」（TV TOKYO Music, Inc. & SEVEN SEAS MUSIC CO., LTD.）[26]
  - Benji Heard「LOVELOVELOVE!」「YOU OWE ME」[26]
  - O.H AOVA「Can't Read Your Mind」[26]
  - miri「ごめんね!」[26]
- 製作代表 - 髙𣘺敏弘、安倍純子、弓矢政法、菊地修一、池邉真佐哉、岡﨑剛之、緒方寛治、長嶋潤二[26]
- エグゼクティブ・プロデューサー - 吉田繁暁、渡辺信也[33][34]
- 企画 - 新垣弘隆[33][34]
- 企画・プロデュース - 石田聡子、刀根鉄太[33][34]
- プロデューサー - 細井菜都記、大脇拓郎[33][34]
- 撮影 - 板倉陽子[33][34]
- 照明 - 木村匡博[33][34]
- 美術 - 遠藤真樹子[33][34]
- 録音 - 小川武[33][34]
- 編集 - 橘樹陽児[33][34]
- 装飾 - 中澤正英[33][34]
- スクリプター - 松村陽子[33][34]
- 衣装 - 牧亜矢美[33][34]
- ヘアメイク - 内城千栄子[33][34]
- 音響効果 - 中村佳央[33][34]
- 助監督 - 木ノ本浩平[33][34]
- 演出補 - 府川亮介[33][34]
- 製作担当 - 米田伸夫[33][34]
- 音楽プロデューサー - 高石真美[33][34]
- 宣伝プロデューサー - 筧万弥子[34]
- プロダクションマネージャー - 小松次郎[33][34]
- ラインプロデューサー - 山田彰久[33][34]
- 制作プロダクション - 松竹撮影所[34]
- 制作協力 - 松竹映像センター[34]
- 配給 - 松竹[5]
- 製作幹事 - 松竹、TBSテレビ[26]
- 製作 -「交換ウソ日記」製作委員会（松竹、TBSテレビ、ジェイアール東日本企画、スターツ出版、毎日放送、CBCテレビ、RKB毎日放送、HBC北海道放送)[26]

### 主なロケ地
埼玉県比企郡嵐山町
- 大妻嵐山中学校・高等学校… 青徳高校として教室や廊下、屋上、体育館、グラウンドのシーンなどを中心に撮影された。

栃木県足利市
- 旧足利西高校… 青徳高校として、グラウンドでの球技大会の場面などが撮影された。

茨城県取手市
- 取手聖徳女子高等学校… 「東京都立青徳高等学校」のプレートの校門を始め、校舎各所で撮影が行われた。

千葉県市川市
- 和洋学園国分キャンパス（和洋国府台女子中学校旧校舎）… 青徳高校として、中庭や廊下などのシーンが撮影された。

山梨県富士吉田市
- 富士急ハイランド… 瀬戸山・米田・希美・江里乃・優子が遊園地に遊びに行く場面が撮影された。

東京都渋谷区
- アクイーユ恵比寿店… 希美・江里乃・優子の女子会のシーンが撮影された。

東京都国立市
- 谷保第四公園 … 瀬戸山と希美のハグシュートの場面が撮影された。

東京都港区
- TBSラジオ … 希美がパーソナリティをするラジオ局として撮影された。

### 興行成績
2023年に発表された週末興行成績ランキングでは興収1億6400万円、動員13万3000人をあげ、初登場第3位にランクインした。

### テレビ放送
| 回数 | 放送日        | 放送時間      | 放送局    | 視聴率 | 備考         |
| ---- | ------------- | ------------- | --------- | ------ | ------------ |
| 1    | 2025年2月26日 | 25:35 - 27:45 | TBSテレビ | 0.7%   | 関東ローカル |

視聴率はいずれもビデオリサーチ調べ、関東地区・平均世帯・リアルタイム。